# 검단산 (성남/광주)
검단산(黔丹山)은 대한민국 경기도 성남시 중원구와 광주시 남한산성면의 경계를 이루고 있는 산이다. 근처 하남시에도 같은 이름의 산이 있다.

## 방송 송신 시설
| 디지털TV |                      |          |          |       |          |
| 가상채널 | 방송국명             | 호출부호 | 물리채널 | 출력  | 가시청권 |
| CH 6-1   | SBS DTV              | HLSQ-DTV | CH 40    | 2.5㎾ | 성남시   |
| CH 7-1   | KBS DTV2             | HLSA-DTV | CH 28    | 2.5㎾ | 성남시   |
| CH 9-1   | KBS경인방송센터 DTV1 | HLAY-TV  | CH 26    | 2.5㎾ | 성남시   |
| CH 10-1  | EBS 1(지상파)        | HLQL-DTV | CH 30    | 2.5㎾ | 성남시   |
| CH 10-2  | EBS 2(지상파)        | HLQL-DTV | CH 30    | 2.5㎾ | 성남시   |
| CH 11-1  | MBC DTV              | HLKV-DTV | CH 27    | 2.5㎾ | 성남시   |
| FM라디오 |                      |          |          |       |          |
| 가상채널 | 방송국명             | 호출부호 | 물리채널 | 출력  | 가시청권 |
| 93.5MHz  | KBS 제1라디오        | HLKA-SFM |          | 20㎾  | 성남시   |
| 97.7MHz  | KBS 제2FM            | HLSA-FM  |          | 20㎾  | 성남시   |

## 같이 보기
- 한국의 산 목록
- 포털:대한민국